# Hymenostylium barbula
Hymenostylium barbula là một loài rêu trong họ Pottiaceae. Loài này được (Schwägr.) Mitt. mô tả khoa học đầu tiên năm 1885.